# Carlos Adriano de Sousa Cruz
Carlos Adriano de Sousa Cruz, mais conhecido como Adriano ou Adriano Michael Jackson (Valença, 28 de setembro de 1987), é um futebolista brasileiro que atua como atacante. Atualmente, defende o EC Jacuipense.
Seu apelido originou-se do fato de Adriano imitar danças do famoso cantor estadunidense Michael Jackson durante suas comemorações de gols, quando atuava pelo America-RJ.

## Carreira

### Início
Adriano começou na divisão de base do Bahia. Atuou ainda pelo Ceará Sporting, e no America do Rio de Janeiro, onde se sagrou campeão estadual da série B (onze gols) em 2009, e participou da boa campanha do clube no carioca da série A (5º lugar, com 6 gols). Pelo clube carioca, marcou 17 gols em 39 apresentações.
Chegou ao Fluminense após o Carioca de 2010, mas nunca vestiu a camisa tricolor.

### Bahia
Na sequência, foi emprestado ao Tricolor Baiano, onde foi o artilheiro do clube na série B, ajudando-o a voltar para a série A do Campeonato Brasileiro. No começo de dezembro de 2010, o Bahia devolveu o jogador ao Fluminense.

### Palmeiras
Após uma negociação entre a equipe carioca e o Palmeiras envolvendo a troca do volante Edinho, Adriano foi jogar no alviverde paulistano no início de 2011.
Na sua sétima partida pela equipe, disputada no dia 2 de março, Adriano marcou quatro gols na goleada por 5 a 1 que o Palmeiras aplicou sobre o Comercial-PI, pela Copa do Brasil de 2011. Ao fim do torneio, ele se tornou um dos artilheiros do mesmo com cinco gols, empatado com outros quatro jogadores.
No clube paulista, Adriano disputou 24 jogos e marcou 6 gols.

### Dalian Shide
Em julho de 2011, o atacante foi negociado ao Dalian Shide da China, por aproximadamente US$ 3 milhões (R$ 4,5 milhões).
Entre 2011 e 2013, marcou 45 gols em 65 jogos.

### Retorno ao Bahia
Em 2013, volta ao Bahia por empréstimo do time chinês, mas não conseguiu o mesmo desempenho de sua primeira passagem e foi negociado ao Atlético Goianiense também por empréstimo em agosto do mesmo ano.

### Daejeon Citizen
Depois de uma passagem apagada no time goiano, "Michael Jackson" acertou a ida para jogar no futebol coreano no Daejeon Citizen em 2014, onde foi um dos destaques do time na K League Challenge, a segunda divisão da Coreia. No time coreano sagrou-se campeão e artilheiro do campeonato com 32 jogos e 27 gols.

### FC Seoul
Atuou um ano e meio pelo FC Seoul e nessa passagem conquistou a vice artilharia do campeonato coreano, em seguida a artilharia da Champions League da Asia, com 13 gols. Foi campeão da FA Cup (Copa da Coreia), em 2015, e da K League (Campeonato Coreano Série A), em 2016.

### Shijiazhuang Ever Bright
Em janeiro de 2017, foi anunciado como reforço do Shijiazhuang Ever Bright, que disputava a segunda divisão do Campeonato Chinês.

### Jacuipense
Em março de 2021, o jogador acertou com o Jacuipense.

### Santa Cruz
Em abril de 2021, foi contratado pelo Santa Cruz.
Deixou o clube no fim de junho de 2021. Atuou em 4 jogos entre Campeonato Pernambucano e Série C, sendo um dos batedores nas cobranças de pênalti contra o Afogados, nas quartas de final do Estadual.

### Juazeirense
No final de 2022, foi anunciado como reforço do Juazeirense para o Campeonato Baiano 2023. Em 20 de fevereiro de 2023, se desligou do clube.

### Sobradinho
Em agosto de 2023, acertou com o Sobradinho EC para a disputa da Segunda Divisão do torneio local.

## Curiosidades
Adriano diz ter saudades de ser treinado por Luiz Felipe Scolari, além de ter feito amizade com vários jogadores, como por exemplo: Luan Louzã, Thiago Heleno palmeirenses, bem como Darézão. quando de sua passagem pelo clube paulistano.

## Títulos
America-RJ
- Campeão Carioca - Segunda Divisão: 2009

Daejeon Citizen
- K League Challenge: 2014

FC Seoul
- FA Cup: 2015

### Campanhas em destaque
Bahia
- 2010 (3º colocado, acesso a Série A)

## Artilharias
- Copa do Brasil: 2011 (5 gols)
- K League Challenge: 2014 (27 gols)
- Liga dos Campeões da AFC: 2016 (13 gols)